# Erica Eng
Erica Eng Hui Qing es una dibujante de cómics y animadora malasia, conocida por su cómic autobiográfico Fried Rice. Es la primera malasia en la historia en ganar un Premio Eisner.

## Vida temprana y educación
Eng nació en Batu Pahat, Johor. De niña, mostró interés en convertirse en autora e ilustradora. Eng obtuvo una Licenciatura en Bellas Artes de la Universidad Academia de Arte.

## Carrera
Eng comenzó a publicar Fried Rice en 2019 en Tumblr. Está inspirado en sus experiencias de vida después de ser rechazada en una escuela de arte en los Estados Unidos a la que se había postulado en 2016.

## Premios y reconocimientos
En 2020, la obra de Eng, Fried Rice, recibió el premio Eisner al mejor webcomic.
En 2024, fue incluida en la lista Forbes 30 Under 30 "Asia - Medios, Marketing y Publicidad".